# Emily Pelloe

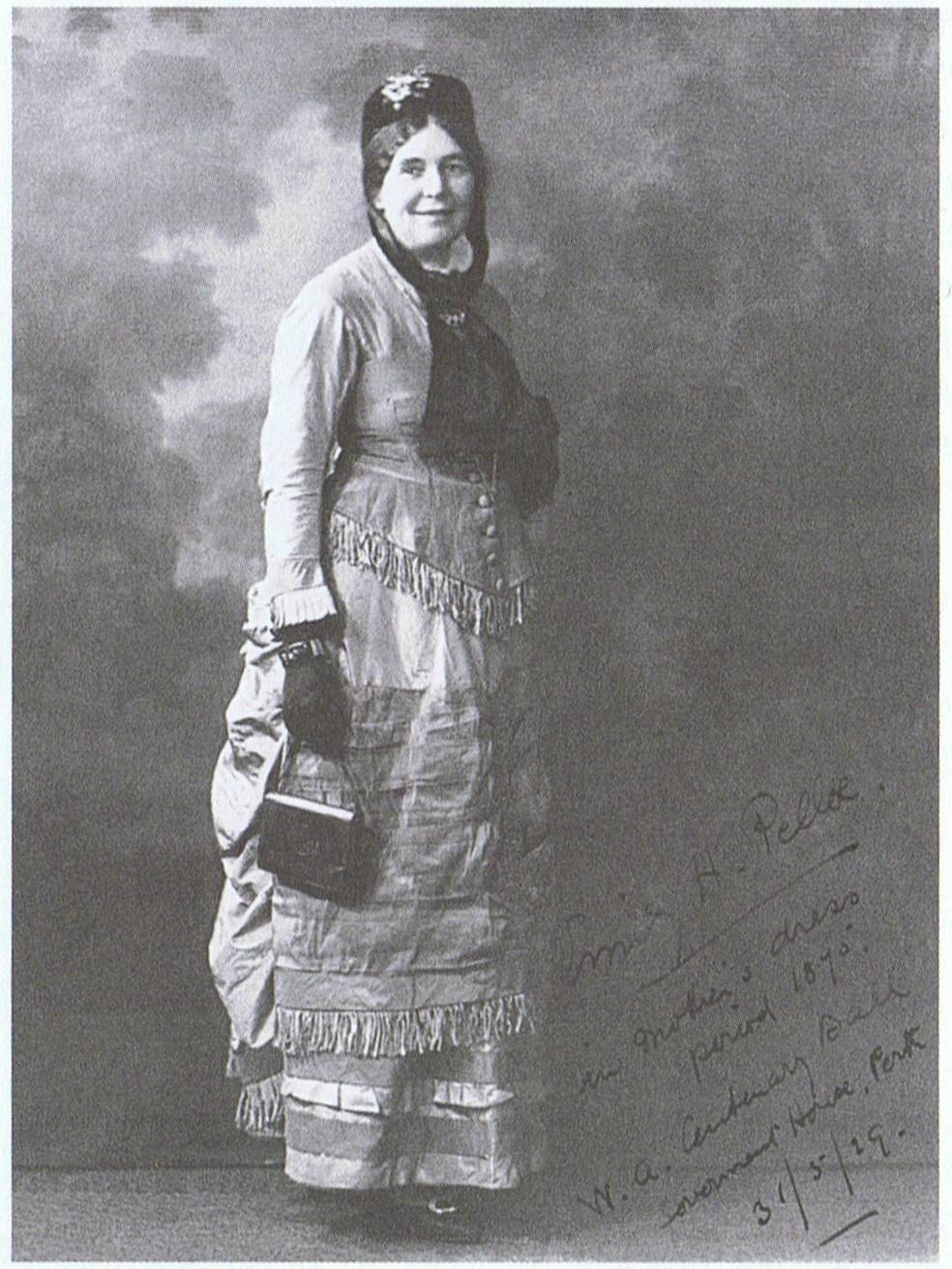
Emily Pelloe, gekleidet für den Centenary Ball 1929 in Perth

Emily Harriet Pelloe, geboren als Emily Sims, Pseudonym Ixia (* 3. Mai 1878 in St. Kilda (Melbourne), Australien; † 15. April 1941 in Perth, Australien) war eine australische botanische Illustratorin und Autorin. Sie machte als erste Person die Wildblumen von Westaustralien durch ihre Bücher und eine regelmäßige Wildblumenkolumne in der Lokalzeitung populär.

## Leben und Werk

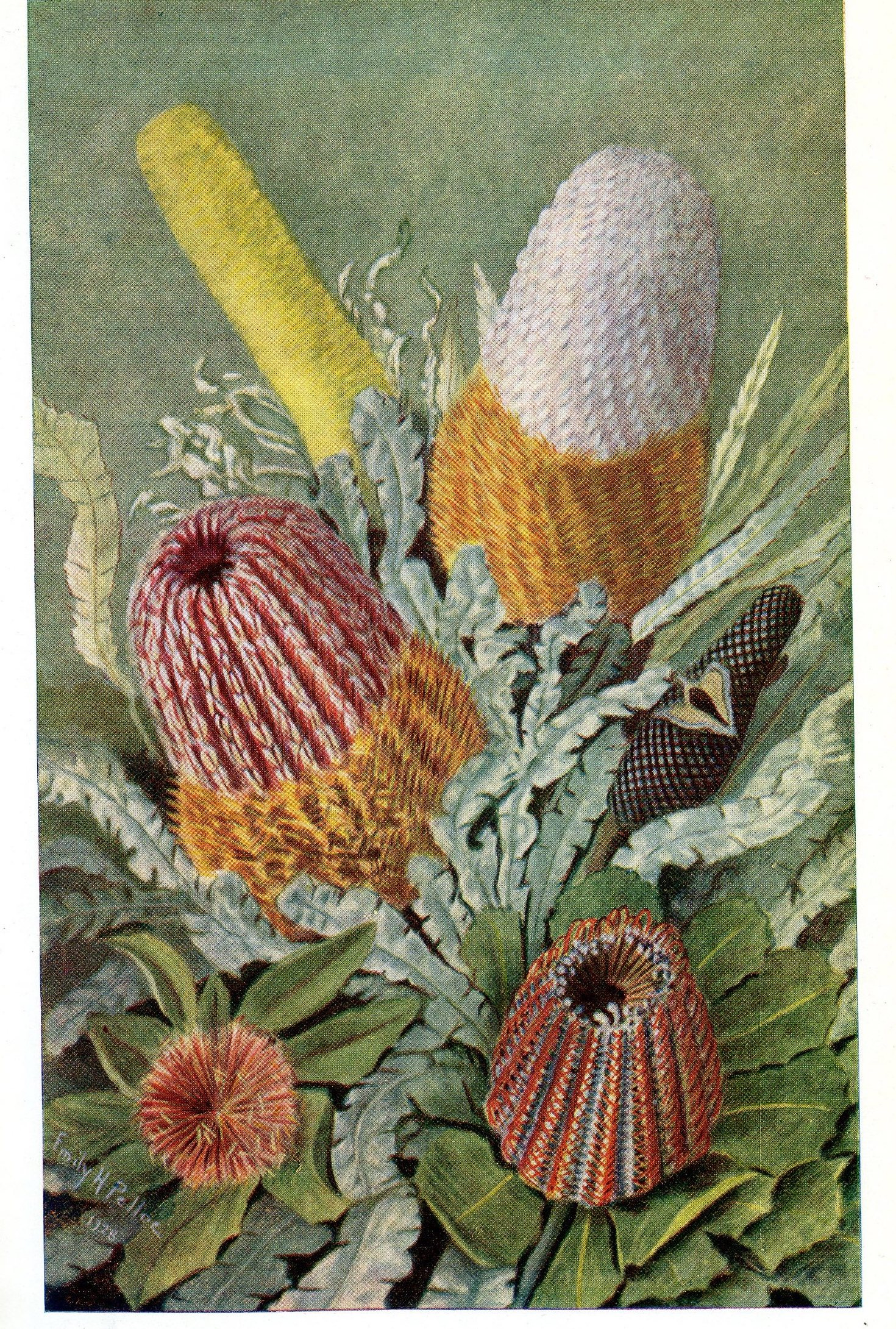
Illustration aus A Story of A Hundred Years, Seite 140

Pelloe war die ältere Tochter des Schuhmachers und Kaufmanns John Samuel Sims Sundercombe und seiner Frau Sarah. Sie besuchte eine Privatschule in South Yarra, bevor sie mit ihrer Familie 1901 nach Westaustralien zog. 1902  heiratete sie in Perth den Bankdirektor Theodore Parker Pelloe, mit dem sie in Melbourne und Mildura lebte, bevor sie 1916 nach Perth zurückkehrte.
Als Reiterin gewann sie Meisterschaften im Pferdesport in Sydney, Melbourne, Launceston (Tasmanien) und bei den Perth Royal Shows und stiftete in Perth den Emily-Pelloe-Preis. Mit einer Begleiterin reiste sie in New South Wales und Westaustralien und ritt mit einer Freundin 1916 1000 Meilen nach Sydney und zurück. Sie war Mitglied des Perth Riding Club und Präsidentin der Frauenmannschaft des West Australian Hunt Club. Ihr zu Ehren wird seit 1948 eine jährliche Reitveranstaltung namens The Emily Pelloe Turnout durchgeführt.
Im Jahr 1916 begann sie Botanik zu studieren und in den 1920er Jahren war sie Kolumnistin für die Tageszeitung The West Australian, wo sie unter dem Pseudonym Ixia schrieb. Sie erstellte eine Reihe von illustrierten Veröffentlichungen, darunter Wildflowers of Western Australia. Dieses erste in englischer Sprache von ihr veröffentlichte Buch, das sich ausschließlich mit der umfangreichen Flora Westaustraliens befasste, war eine Inspiration für viele Naturforscher und begründete ihren Ruf als Autorität auf diesem Gebiet. Ihr zweites Buch, West Australian Orchids, wurde 1930 veröffentlicht und mit drei Farbtafeln und mehreren Skizzen illustriert. Sie spendete jeder Schule im Bundesstaat ein Exemplar und ermutigte damit einen sehr großen Prozentsatz der Bevölkerung, lokale Wildblumen zu studieren.
Als autodidaktische Botanikerin unterstützte sie die Studien des jungen Charles Gardner und 1939 arbeitete sie mit dem in England geborenen Botaniker Charles Austin zusammen, um eine Broschüre für das Touristenbüro der westaustralischen Regierung zusammenzustellen. Einige ihrer Landschaftsaquarelle wurden von Regierungsbehörden erworben, und 1938 wurden ihre Drucke von dem Premier von Westaustralien John Willcock als Weihnachtskarten verwendet.
Für den Jubiläumsband des Staates von Hal Colebatch The Story of a Hundred Years beteiligte sie sich mit dem Kapitel Floral Glory, und eine Ausgabe ihrer West Australian Orchids wurde 1934 Henry, 1. Duke of Gloucester überreicht.
Pelloe war ein Mitglied des 1924 gegründeten Western Australian Naturalists’ Club, der Country Women’s Association, des Women Writers’ Club, des Women’s Riding Club und unterstützte die Planung des Women’s University College (heute St. Catherine’s College).
Sie starb an Herzversagen, als sie mit ihrem Pferd von einem Ostertreffen des Women’s Riding Club in Watermans Bay nach Hause ritt. Ein Jahr nach ihrem Tod schenkte ihr Ehemann der University of Western Australia 400 ihrer Wildblumenbilder.
Ihr botanisches Autorenkürzel lautet „Pelloe“.

## Illustrationen von Emily Pelloe inWest Australian Orchids(Auswahl)

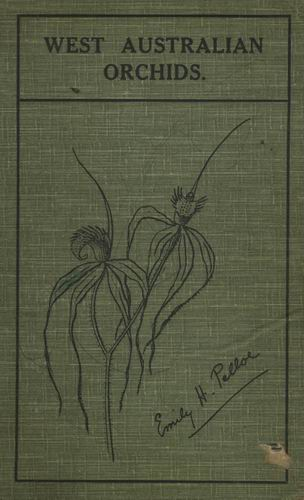
Titelseite
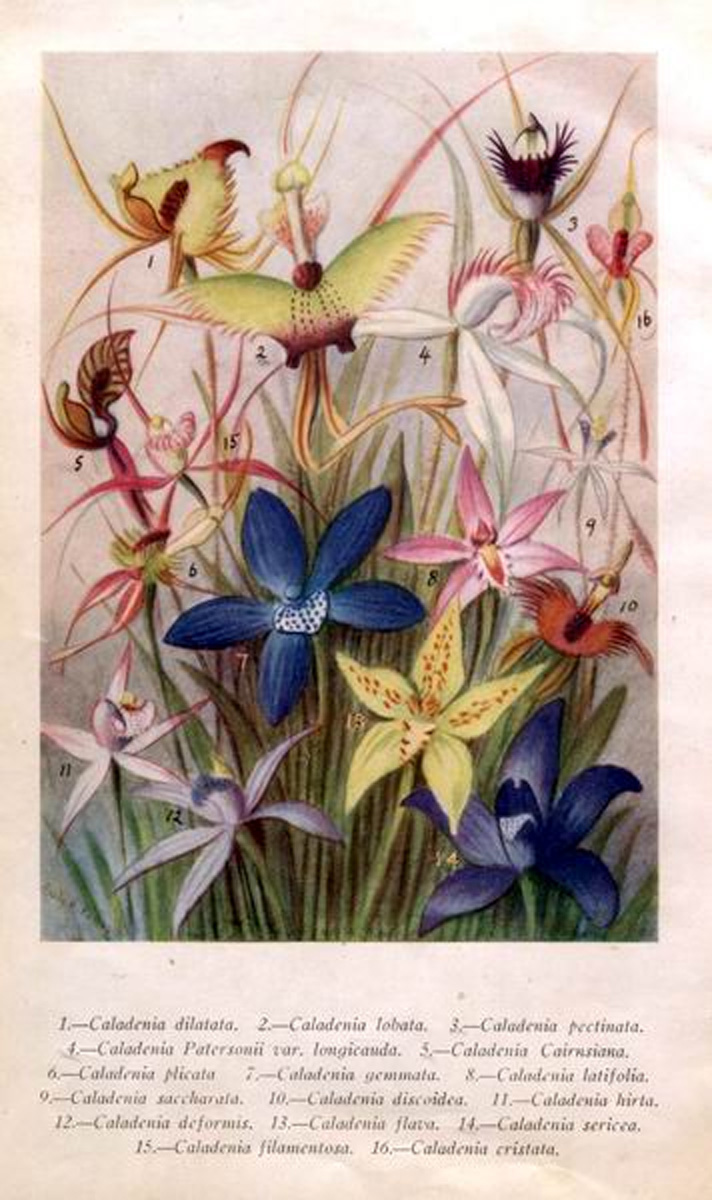
Bildtafel mit Orchideen
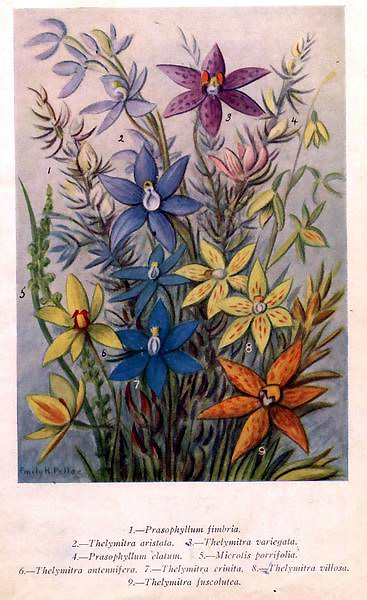
Bildtafel mit Orchideen
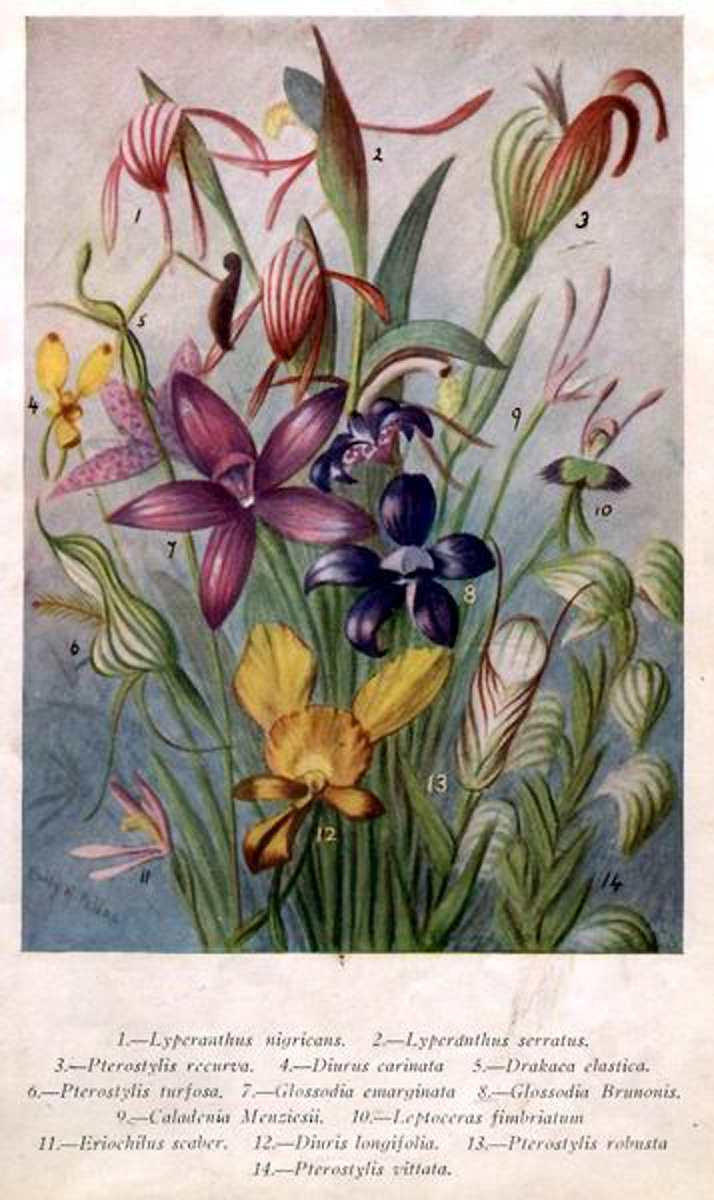
Bildtafel mit Orchideen
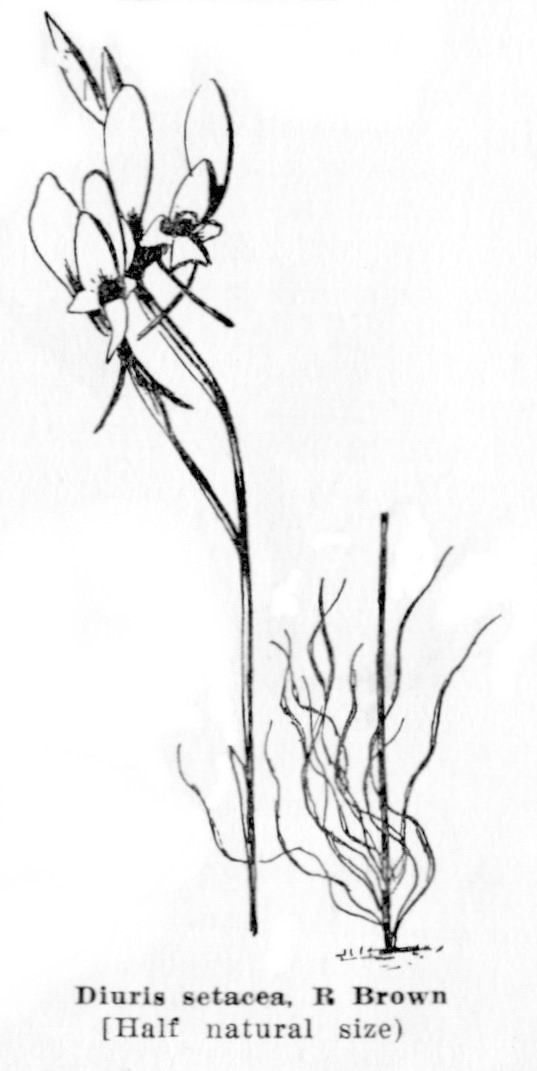
Diuris setacea, Seite 16
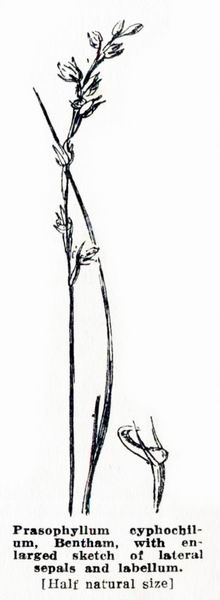
Prasophyllum cyphochilum, Seite 25
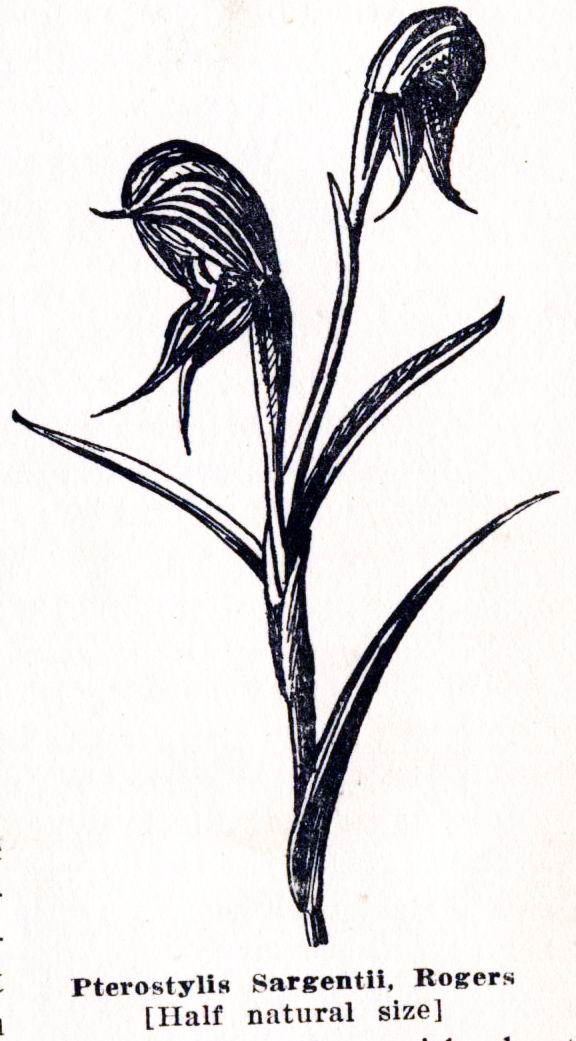
Pterostylis sargentii, Seite 36
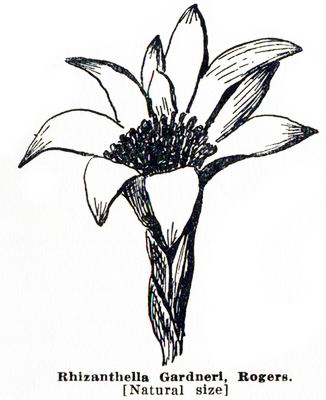
Rhizanthella gardneri, Seite 66

## Veröffentlichungen (Auswahl)
- Wildflowers of Western Australia. C.J. De Garis, Melbourne, 1921.
- West Australian Orchids. Dix Limited, Perth, 1930.